# 色情版

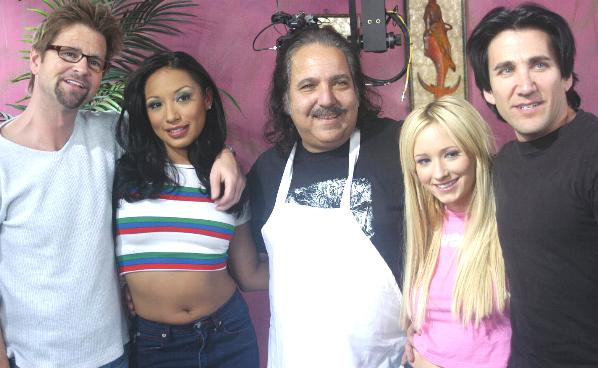
在拍摄《不是布雷迪家》的现场

色情版（俗稱A片版、AV版）是色情片的其中一個類型，其內容主要是戲仿主流劇集、電影、遊戲、文學等現有的作品，或恶搞公眾人物。著名作品如《蝙蝠俠色情版》（2010年）、《黑暗騎士：XXX昇起》（2010年）和《啊凡達》（2010年）。該類型影片已獲得色情業的認可，AVN奖和XRCO獎等組織皆已为其设立了专门的獎項。
致力於審查色情版影片的網站PornParody.com認為，最早的色情版影片可能是戲仿1960年代電視劇《蝙蝠俠》的《Bat Pussy》（1973年），也可能是德國動畫短片《Snow White and the Seven Perverts》（由大衛·葛蘭製作）。該類型色情片在1990年代開始興起，並於2000年代和2010年期間开始受到廣泛歡迎。

## 外部連結
- The Ultimate Guide to Science Fiction and Fantasy Porn Parodies (NSFW) by io9.com （页面存档备份，存于）
- Ultimate Guide to Porn Spoofs Pt. 2: Superheroes, Star Trek, Star Wars and Horror (NSFW) by io9.com （页面存档备份，存于）